# Алеути
Алеу́ти (самоназва — унангани) — народність, корінне населення Алеутських островів (США). Живуть також на Командорських о-вах (Росія), де 1932 року був створений Алеутський район. Монголоїди.

## Демографія
Спочатку дорівнювало 9-10 тис. осіб; за іншими відомостями 15-20 тис. Із заснування колонії Російської імперії, так званої Російської Америки чисельність почала знижуватися. Це процес активно тривав до 20-х років XIX. Причиною стали епідемії хвороб, загибель алеутів під час промислів і сутичок з росіянами та індіанцями північно-західного узбережжя Америки. У 1820-ті роки чисельність алеутів дещо стабілізувалася, збільшуючись в окремі періоди. У 1830-ті роки алеутів налічувалося 2247 людей, до кінця російського періоду — трохи більше 2 тис.
Сьогодні чисельність у США — близько 4 тис. осіб, у Росії — близько 400 чол.

## Мова
За мовою і культурою близькі до ескімосів (інуітів).

## Історія
Більшість археологів сходяться на думці, що предки нинішніх алеутів в період від 18 до 10 тис. років тому почали поступово просуватися з Азії уздовж океанського узбережжя на південний схід в напрямку Аляски. Їх переселення зайняло декілька тисячоліть.
Російські першопроходці застали в 1750-их роках, суспільства типу вождійств з ієрархічною структурою. У східних регіонах такі спільноти налічували 100 і більше осіб, які проживали разом в одному або декількох напівпідземних будинках завдовжки 25-50 м і завширшки 5-10 м.
Майже всі перші кораблі з російськими промисловцями алеути зустрічали збройним спротивом. Зокрема, збройні зіткнення відбулися між російськими і східними алеутами на рубежі 50-60-х років XVIII ст., коли алеутами були винищені екіпажі трьох російських кораблів, а самі судна спалені.
З часом вони були підкорені та схилені до примусових  торгівельних та підневільних 
робочих стосунків. Щороку на Алеутські острови відправлялося до чотирьох-п'яти різних купецьких промислових кораблів з командою від 40 до 100 осіб. Групи росіян зимували або жили на островах 5-6 років. У деяких випадках вони будували собі житло біля селищ алеутів. Водночас відбулася християнізація (діяльність у 1820-1830-х роках місіонера І.Веніамінова) та русифікація алеутів. Хлопчиків вивозили на Камчатку або в Охотськ, де навчали російської мови, а потім повертали до алеутських селищ. 
Наприкінці XVIII ст. разом з традиційними алеутськими нормами сімейних відносин і шлюбу стали затверджуватися російські звичаї. Поступово впроваджувалася і російська система спорідненості.
Офіційний статус алеутів в Російській Америці хоча і був наближений до інших інородців Російської імперії, але мав багато особливостей у зв'язку з їх роботою в Російсько-Американської компанії. За Привілеєм 1821 року корінне населення було віднесено до стану «остров'ян», які формально вважалися підданими Росії. За статутом 1844 року їх прирівняли до «осілих інородців». Після продажу Аляски алеути (і креоли) були віднесені до розряду «нецивілізованих племен» і зберігали цей статус до 1915 року, коли всіх їх прирівняли в цивільних правах до американських індіанців і віддали під опіку Бюро у справах індіанців. У 1924 році вони отримали права американського громадянства.
З часу панування США розпочалася американізація та християнізація в протестантському дусі. Водночас економічний розвиток цього регіону призвів до приходу сюди представників великого капіталу, зокрема китобійних компаній, призвів до ще більшого  занепаду культурних та економічних традицій алеутів.
Друга світова війна принесла алеутам численні лиха. У 1942 році японці захопили о. Атту — алеути були насильно вивезені на о. Хоккайдо, де залишалися понад три роки на примусових роботах. За цей час з 40 осіб померло 17; ті, що залишилися, в 1945 році були повернуті, але поселені не на свій о-в Атту (з міркувань військового порядку), а на о. Атку разом з його корінними жителями.
Населення алеутів скорочувалося протягом 1940-1950-х років. В цей період середня тривалість життя становила 25 років. Лише з 1960-х років почалося покращення умов життя алеутів.

## Суспільство
В давнину поділялося на знать, простолюдинів і рабів. Останні, як правило — полонені. Соціальна диференціація відбулася між 700 та 1500 роками. Вперше це відобразилося в оселях алеутів.
Представник знатного роду міг на свій розсуд стратити чи милувати раба. Знатний ватажок і його сім'я жили заможно, але на загальних підставах брали участь в повсякденних роботах громади. У повсякденному житті прості і знатні алеути різнилися між собою за одягом і його обробкою, яка відповідала місцю і ролі людини в суспільстві.

## Господарство
Основними напрямками була рибна ловля у відкритому морі, полювання на птахів, полювання на морського звіра, що здійснювалася з каяків і з берега, збирання пташиних яєць з гнізд, промисел лосося піками, на гачок, на сильце і, можливо, сітями, а також збирання рослин і безхребетних тварин, викинутих на берег.

## Поховання
Померлих багатих людей різного віку очікували пишні похорони, що вимагають багато часу і зусиль на підготовку і одягання покійного. Мумії алеутів з ретельно видаленими нутрощами відомі з початку XVIII ст., печери для поховання мумій існували задовго до цього часу.
З пізніх доісторичних часів існували й інші способи поховання померлих, також вимагали значних витрат праці. Один з них передбачав поховання в могилі на високому пагорбі. Ретельно підготовлене і красиво прибране тіло поміщали в могилу і насипали високий пагорб землі, на який зверху вкладали валуни, принесені з берега океану.